# آلکساندرفکا، خاچماز
آلکساندرفکا روستایی است در شهرستان خاچماز در جمهوری آذربایجان.